# جورج تايلور (لاعب كرة قدم مواليد 1948)
جورج تايلور (بالإنجليزية: George Taylor)‏ هو لاعب كرة قدم بريطاني في مركز نصف الجناح، ولد في 23 أكتوبر 1948 في دندي في المملكة المتحدة، وتوفي في 22 فبراير 2017. لعب مع غريمسبي تاون.